# 가이몬정
가이몬정(일본어: 開聞町)은 일본 가고시마현 소오군의 남부에 있던 정이다. 
2006년 1월 1일, 이부스키시, 야마가와정과 합병해 새롭게 이부스키시가 되어, 자치체로서는 소멸하였다. 

## 지리
사쓰마 반도의 남단에 위치한다. 마을의 남쪽에는 후카다 구야의 일본 100대 명산으로 선정된 해발 924m의 산, 가이몬봉(開聞岳)가 있다. 또한 북쪽에는 이케다 호수가 있다.

## 역사
- 1889년 4월 1일 - 정촌제 시행에 수반해 에이촌, 이마이즈미촌이 성립하였다.
- 1950년 8월 1일 - 에이촌이 정으로 승격해 에이정이 되었다.
- 2006년 1월 1일 - 이부스키시, 야마가와정과 신설합병해, 이부스키시가 되었다.

## 교통

### 철도
- 규슈 여객철도 이부스키마쿠라자키 선

### 도로
- 국도 제226호선

## 참고 문헌
- 角川日本地名大辞典編纂委員会,『角川日本地名大辞典 鹿児島県』1983, 角川書店